# 無人之境
《無人之境》（韓語：아무도 없는 곳）是一部2021年上映的韓國劇情片，由《女孩，四繹》、《喬瑟與老虎、魚》的導演金忠寬自編自導，延宇振、李知恩、尹惠利、金相浩及李周英主演。電影於2019年2月2日在全州國際電影節首次亮相。

## 劇情
某個初春，睽違7年回到首爾的小說家昌錫（延宇振 飾），在陌生又熟悉的咖啡店、博物館、酒吧等處，遇見了遺失時間的美英（李知恩 飾）、燒毀回憶的編輯裕珍（尹惠利 飾）、尋求希望的攝影師成河（金相浩 飾）、買取回憶的調酒師珠恩（李周英 飾），他們迷失的心所寫下的故事……

## 演員
- 延宇振 飾演 小說家 昌錫
- 李知恩 飾演 美英
- 尹惠利（朝鲜语：윤혜리） 飾演 編輯 裕珍
- 金相浩 飾演 攝影師 成河
- 李周英 飾演 買取回憶的調酒師 珠恩
- 文淑 飾演 昌錫的母親

## 外部鏈接
- Daum上《無人之境》的資料

- 韩国电影数据库（KMDb）上《無人之境》的資料
- 互联网电影数据库（IMDb）上《無人之境》的资料（英文）